# دونيسكا ستريدا
مدينة دونيسكا ستريدا (بالسلوفاكية: Dunajská Streda)‏ هي مدينة في غرب سلوفاكيا وتتبع إقليم ترنافا.

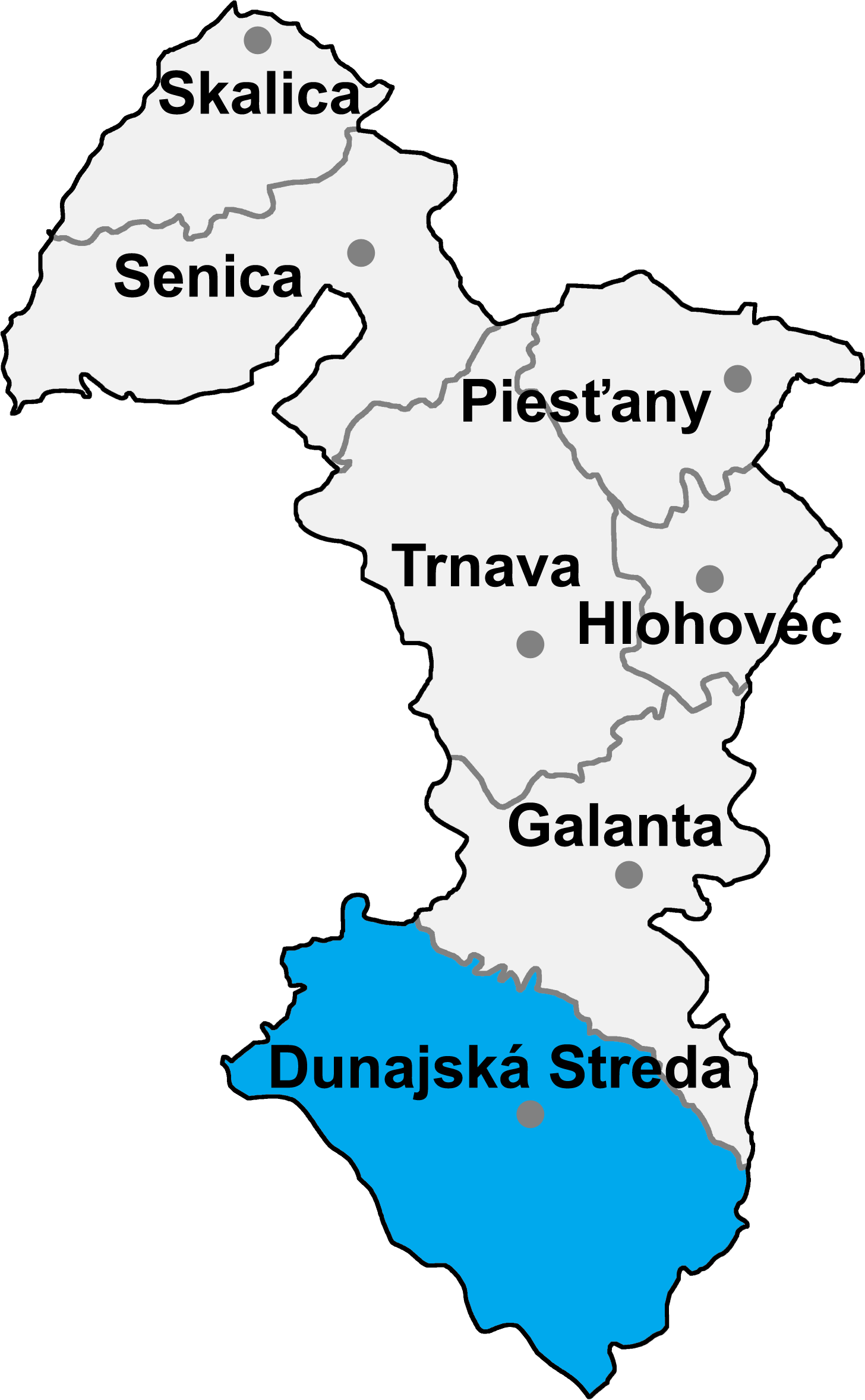
موقع دونيسكا ستريدا في إقليم ترنافا

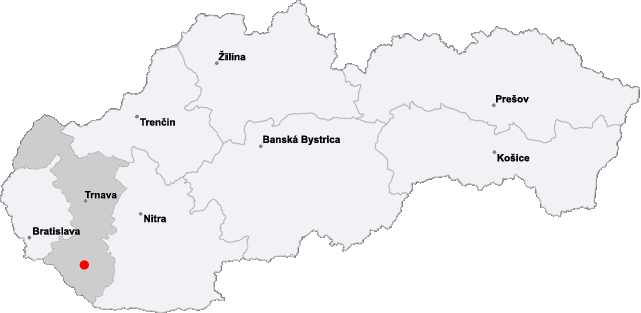
موقع دونيسكا ستريدا في سلوفاكيا

## توأمة
لدونيسكا ستريدا اتفاقيات توأمة مع كل من:
- غودولو
- زينتا
- Odorheiu Secuiesc [الإنجليزية]‏
- سوبتيتسا
- Jimbolia [الإنجليزية]‏

## أعلام
- فيليب كيس
- إزرائيل وايس
- إشتفان غيرغلي
- يوزيف ناجي
- هيرمان شتاينر